# Манабі
Манабі (ісп. Manabí) — провінція в Еквадорі. Адміністративний центр — місто Портов'єхо. Отримала назву на честь народу Манабі.

## Географія
Розташована у центральній частині тихоокеанського узбережжя Еквадору, в Прибережному регіоні країни. Відома своїми океанськими краєвидами, рибальськими селами, діловими центрами, такими як Манта, другий за величиною порт країни. Також у межах провінції розташований національний парк Мачалілья.

## Адміністративний поділ

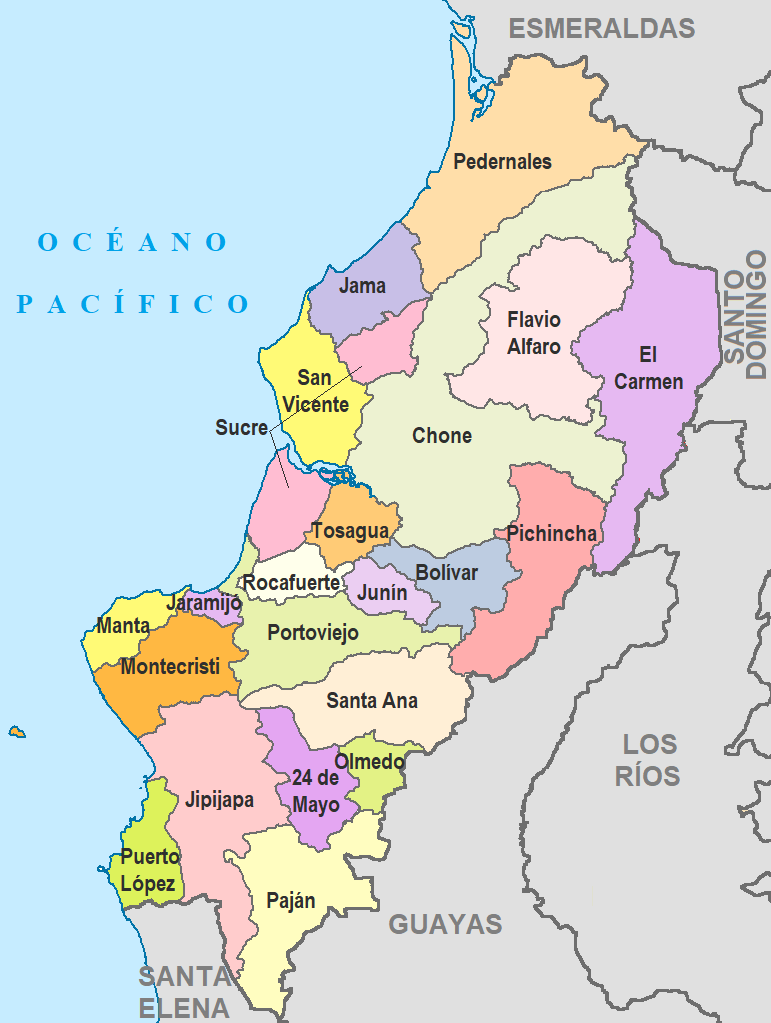
Кантони провінції Манабі

Провінція поділяється на 22 кантони:
| №  | Прапор | Кантон                           | Населення, осіб (2010) | Адміністративний центр                                 |
| -- | ------ | -------------------------------- | ---------------------- | ------------------------------------------------------ |
| 1  |        | Портов'єхо (Portoviejo)          |                        | Портов'єхо (Portoviejo)                                |
| 2  |        | Пуерто-Лопес (Puerto López)      | 20 451                 | Пуерто-Лопес (Puerto López)                            |
| 3  |        | Хіпіхапа (Jipijapa)              | 71 083                 | Хіпіхапа (Jipijapa)                                    |
| 4  |        | Манта (Manta)                    | 217 553                | Манта (Manta)                                          |
| 5  |        | Пахан (Paján)                    | 35 192                 | Пахан (Paján)                                          |
| 6  |        | Пічинча (Pichincha)              | 30 244                 | Пічинча (Pichincha)                                    |
| 7  |        | Рокафуерте (Rocafuerte)          | 33 736                 | Рокафуерте (Rocafuerte)                                |
| 8  |        | Санта-Ана (Santa Ana)            | 47 385                 | Санта-Ана-де-Вуельта-Ларга (Santa Ana de Vuelta Larga) |
| 9  |        | Монтекрісті (Montecristi)        | 70 294                 | Монтекрісті (Montecristi)                              |
| 10 |        | Ольмедо (Olmedo)                 | 18 496                 | Ольмедо (Olmedo)                                       |
| 11 |        | 24 Травня (Veinticuatro de Mayo) | 28 846                 | Сукре (Sucre)                                          |
| 12 |        | Хараміхо (Jaramijó)              | 20 000                 | Хараміхо (Jaramijó)                                    |
| 13 |        | Болівар (Bolívar)                | 40 735                 | Калькета (Calceta)                                     |
| 14 |        | Чоне (Chone)                     | 233 588                | Чоне (Chone)                                           |
| 15 |        | Ель-Кармен (El Carmen)           | 89 021                 | Ель-Кармен (El Carmen)                                 |
| 16 |        | Флавіо-Альфаро (Flavio Alfaro)   | 25 004                 | Флавіо-Альфаро (Flavio Alfaro)                         |
| 17 |        | Хунін (Junín)                    | 18 942                 | Хунін (Junín)                                          |
| 18 |        | Сан-Вісенте (San Vicente)        | 19 116                 | Сан-Вісенте (San Vicente)                              |
| 19 |        | Педерналес (Pedernales)          | 46 876                 | Педерналес (Pedernales)                                |
| 20 |        | Хама (Jama)                      | 23 253                 | Хама (Jama)                                            |
| 21 |        | Сукре (Sucre)                    | 57 159                 | Бахія-де-Каракес (Bahía de Caráquez)                   |
| 22 |        | Тосагуа (Tosagua)                | 38 341                 | Тосагуа (Tosagua)                                      |